# Bright, Indiana
Bright är en ort (CDP) i Dearborn County, i delstaten Indiana, USA. Enligt United States Census Bureau har orten en folkmängd på 5 693 invånare (2010) och en landarea på 32,5 km².